# 克里斯·瑞
克里斯·瑞（Chris Ray，1982年1月12日—），出生地是在坦帕，現為西雅圖水手的救援投手。

## 職業生涯

### 巴爾的摩金鶯
克里斯·瑞加入巴爾的摩金鶯隊。
共投40.2局(40又2/3局)，戰績為1勝3敗 防禦率2.66。
2006年是克里斯·瑞加入MLB以來表現最好的一年，共投66局，戰績為4勝4敗33次救援成功 防禦率2.73。
2007年共投42.2局，戰績為5勝5敗16次救援成功 防禦率4.43。由於在2007年8月17日，進行尺骨附屬韌帶重建術 ，所以整季缺席。
於2009年1月14日和巴爾的摩金鶯隊簽下一年85萬美金的合約，另包括了激勵條款。原本擔任巴爾的摩金鶯隊的終結者，但因表現不理想而改當後援投手。至目前為止，共投38.2局 0勝3敗 防禦率6.75。12月19日，金鶯以瑞和德州遊騎兵交易Kevin Millwood。

### 德州遊騎兵和舊金山巨人
6月30日，游騎兵以瑞和舊金山巨人交易捕手Bengie Molina。

### 西雅圖水手
2011年1月25日，瑞和西雅圖水手簽下小聯盟的合約，並獲邀參加春訓，最後順利獲選進入25人名單中。

## 外部連結
- 球員資訊和成績在MLB，ESPN，Baseball-Reference，Fangraphs，The Baseball Cube（英文）